# Fluxo ótico

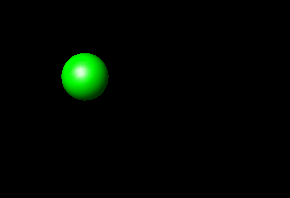
Um quadro de uma sequencia de vídeo

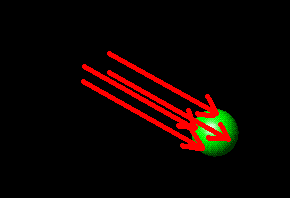
Quadro consecutivo. As setas em vermelho indicam o deslocamento verificado entre os dois quadros analisados.

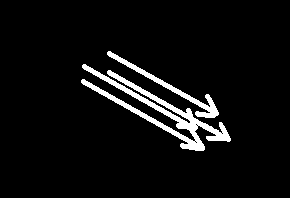
O fluxo óptico é dado (caso discreto) pelos vetores de deslocamento.

Fluxo óptico (Optical Flow) é o campo que descreve os deslocamentos ocorridos entre dois quadros consecutivos de uma sequência de vídeo. Este campo é frequentemente descrito no domínio discreto através de um mapeamento vetorial conhecido como vetores de deslocamento (Displacement Vectors) - vide ilustrações ao lado.
Durante a transição de dois quadros consecutivos, podem surgir problemas de oclusão. Um dos problemas de oclusão mais frequentes é o chamado problema da abertura (Aperture Problem).
O problema da abertura ocorre toda vez que um objeto cruza o bordo da imagem. Por não se saber a sua posição em um dos quadros, não se consegue determinar o seu deslocamento e por este motivo, o Fluxo Óptico relativo àquela região da imagem passa a ser indeterminado. 
Por este motivo, o fluxo óptico é classificado com um problema mal-posto (Ill-posed Problem).
Há diversos algoritmos que conseguem gerar boas estimativas de fluxo óptico. Em 1994, John L. Barron publicou uma pesquisa contendo uma lista razoavelmente grande de algoritmos para esta finalidade, inclusive comparando-os e dividindo-os em classes conforme as estratégias que adotavam.
A exemplo dos algoritmos que visam comprimir sinais com perda (lossy compression), há atualmente um grande número de algoritmos que visam determinar o fluxo óptico ocorrido em uma dada cena. As suas performances são direcionadas para o tipo de aplicação a que se destinam. 